# Józef Pieniążek
Józef Pieniążek (ur. 1 marca 1888 w Pychowicach, zm. 25 maja 1953 w Krakowie) – polski malarz, grafik, nauczyciel.

## Życiorys
Studiował w latach 1908–1913 w Akademii Sztuk Pięknych w Krakowie w pracowniach: Józefa Pankiewicza, Leona Wyczółkowskiego i Wojciecha Weissa.
Pracował w okresie międzywojennym we Lwowie jako nauczyciel rysunku w szkołach średnich (m.in. w VIII Państwowym Gimnazjum im. Króla Kazimierza Wielkiego). Był członkiem założonej przez Emila Zegadłowicza grupy literackiej i plastycznej Czartak. W 1937 zasiadł w komisji rewizyjnej Towarzystwa Przyjaciół Sztuk Pięknych we Lwowie. W latach 1925–1938 uczestniczył w wielu wystawach.
Po wojnie zamieszkał w Krakowie. Specjalizował się w grafice miedziorytniczej (akwaforty, akwatinty) o tematyce krajobrazowej i architektonicznej. Wydał kilka tek graficznych. Tworzył też akwarele przedstawiające kulturę ludową polskich górali Podhala, Spisza, Orawy oraz Żywiecczyzny.
W 1939 został odznaczony Krzyżem Kawalerskim Orderu Odrodzenia Polski.
Zmarł 25 maja 1953. Został pochowany na Cmentarzu Podgórskim w Krakowie (kwatera IVb-12-17).

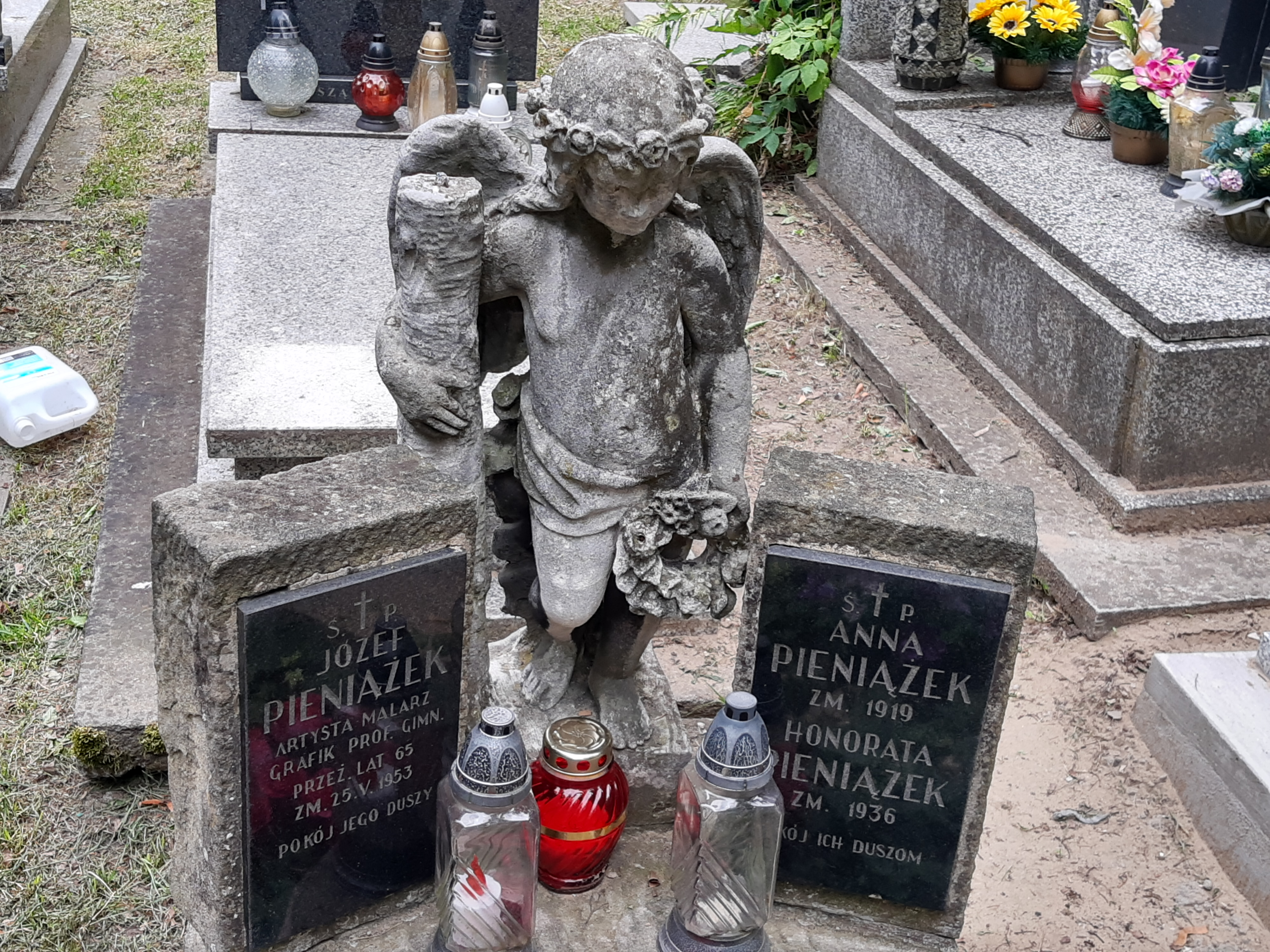
Grób Józefa Pieniążka na Cmentarzu Podgórskim